# Martinská deklarace

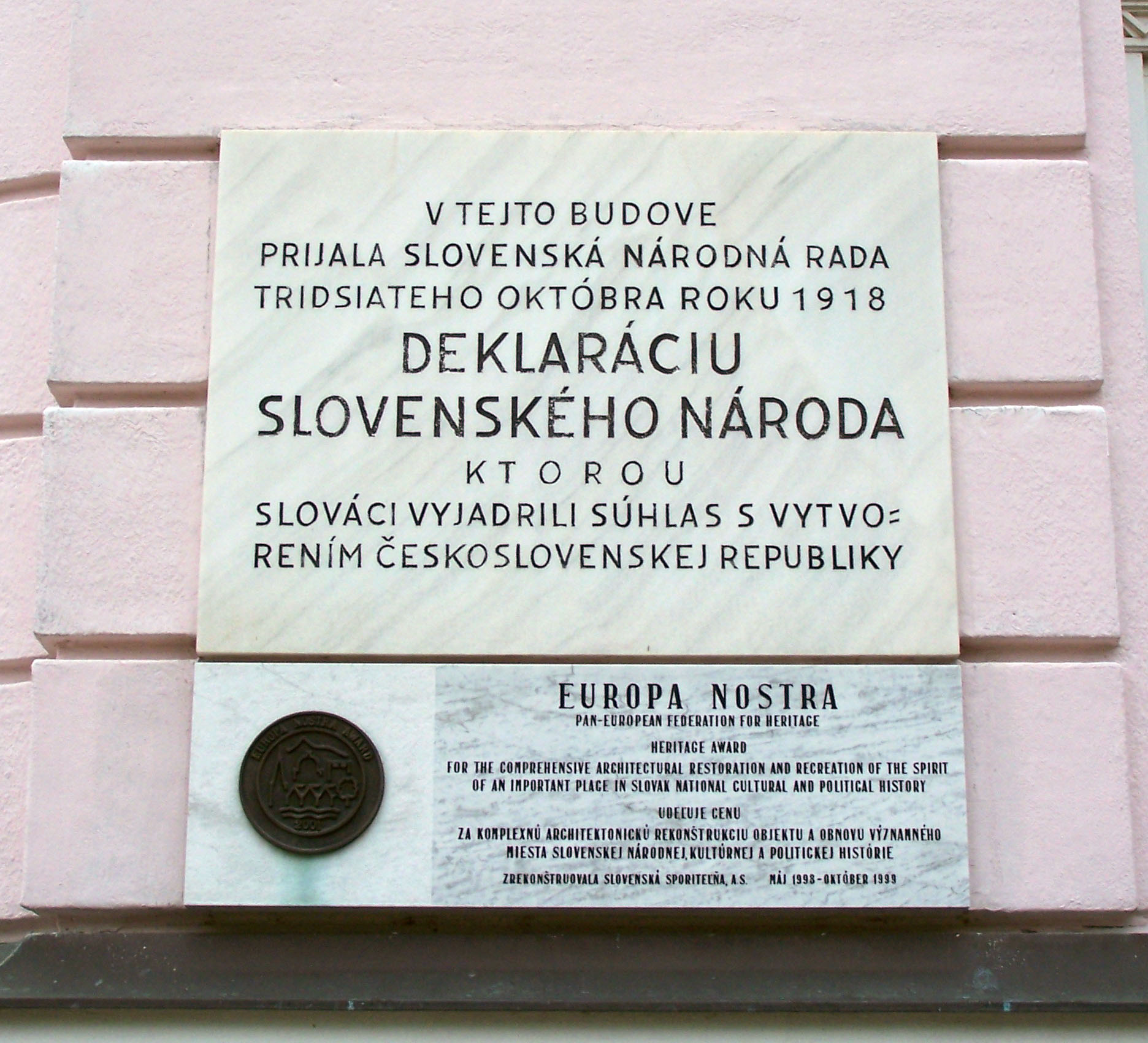
Pamětní deska v Martině

Martinská deklarace, také Deklarace slovenského národa, byla přijata na zakládajícím shromáždění Slovenské národní rady (SNR) 30. října 1918 v Martině. Deklaraci podepsalo na dvě stě zástupců z celého Slovenska.
Deklarace byla založena na návrhu evangelického faráře Samuela Zocha a přijata jako samostatný státoprávní akt slovenského národa, aniž by účastníci shromáždění věděli o vyhlášení Československa z 28. října. Za jediného oprávněného zástupce slovenského národa prohlásili Slovenskou národní radu, odmítli pravomoci uherské vlády a přihlásili se k samourčovacímu právu česko-slovenského národa, čím také vyjádřili podporu požadavku vytvoření společného státu. Požadovali také okamžité uzavření míru. Přijatý text byl před publikováním modifikován na návrh Milana Hodži, který se pozdě večer vrátil z Budapešti, ani on ale o vyhlášení Československa ještě nevěděl. Na základě jeho návrhu byl vypuštěn požadavek na samostatné zastoupení Slováků na mírové konferenci, aby úsilí Čechů a Slováků v zahraničí působilo jednotně a doplněn odkaz na uznáni Wilsonových zásad rakousko-uherským ministrem zahraničních věcí.
Původní text deklarace s podpisy i zápis z průběhu shromáždění se ale ztratil. Tak byl výsledný text mnohými signatáři označen za pustý falzifikát, z něhož byly proti zájmu Slováků odstraněny požadavky na jejich národní sebeurčení. Dále bylo napadáno i nedostatečné zastoupení s tím, že na shromáždění převažovali zástupci z Martina, katolíkům se zase nelíbila přílišná účast evangelíků.
I tyto nejasnosti, ale především nejednota slovenských zastupitelů vedly k oslabení slovenské pozice na jednáních s českými představiteli a na mírových jednáních v Paříži.
Jako předcházející Pittsburská dohoda tak i Martinská deklarace, která ale nezohledňovala slovenské požadavky a úmluvy s Čechy z válečných dob, byla v meziválečné ČSR předmětem sporů.
Připomínána byla také „tajná ujednání“, podle kterých by státoprávní poměr Slováku a Čechů měl být po deseti letech znovu dojednán úmluvou mezi právními zástupci jejich zemí. U tohoto požadavku údajně tajných ujednání Martinské deklarace se ale jednalo o rozhodnutí zasedání Výkonného výboru SNR 31. října 1918, jak dokládal její zápis.
Spekulace o tom, že si Češi Hodžu a další vůči českým požadavkům příliš vstřícné slovenské představitele „koupili“, trvají dodnes.[zdroj?]